# Rojé Stona
Rojé Stona, född den 26 februari 1999 i Montego Bay, Jamaica är en jamaicansk diskuskastare.
Vid olympiska sommarspelen 2024 förbättrade Stona sitt personbästa med 95 centimeter då han kastade 70,00 och slog olympiskt rekord och vann OS-guldet.